# Tolland County
Tolland County är ett administrativt område i delstaten Connecticut, USA. Tolland är ett av åtta countys i delstaten och ligger i den nordostcentrala delen av Connecticut.

## Geografi
År 2002 hade Tolland County 141 089 invånare. Den totala ytan av countyt är 1 080 km² (1 062 km² är land, 18 km² är vatten).

### Angränsande countyn
- Hartford County - väst
- New London County - syd
- Windham County - öst
- Hampden County, Massachusetts - nordväst
- Worcester County, Massachusetts - nordöst